# Simaika Mikaele
Simaika Mikaele (nascido em 9 de maio de 1978) é um jogador de rugby union, que atua na Seleção da Samoa de Rúgby Sevens desde 2001.
Mikaele é de Vailele na ilha de Upolu em Samoa. Outros jogadores da equipe de Vailele incluem Mikaele Pesamino.

## Samoa Sevens
A equipe Samoa Sevens representa Samoa internacionalmente em rugby sevens, um torneio de esportes competitivo intitulado IRB Sevens World Series que ocorre anualmente em sete países.